# Montitlán
Montitlán är en ort i Mexiko.   Den ligger i kommunen Cuauhtémoc och delstaten Colima, i den södra delen av landet, 500 km väster om huvudstaden Mexico City. Montitlán ligger 1 450 meter över havet och antalet invånare är 173.
Terrängen runt Montitlán är lite bergig, och sluttar söderut. Runt Montitlán är det ganska tätbefolkat, med 58 invånare per kvadratkilometer. Närmaste större samhälle är Ciudad de Villa de Álvarez, 19,3 km sydväst om Montitlán. Trakten runt Montitlán består till största delen av jordbruksmark.